# Diestramima himalayana
Diestramima himalayana är en insektsart som först beskrevs av Griffini 1915.  Diestramima himalayana ingår i släktet Diestramima och familjen grottvårtbitare. Inga underarter finns listade i Catalogue of Life.